# یوتی‌سی ۰۶:۰۰+
|  | یوتی‌سی ۰۳:۰۰+ | MSK−1: زمان کالینینگراد |
|  | یوتی‌سی ۰۴:۰۰+ | MSK: زمان مسکو          |
|  | یوتی‌سی ۰۶:۰۰+ | MSK+2: زمان یکاترینبرگ  |
|  | یوتی‌سی ۰۷:۰۰+ | MSK+3: زمان اومسک       |
|  | یوتی‌سی ۰۸:۰۰+ | MSK+4: زمان کرانسنویارک |
|  | یوتی‌سی ۰۹:۰۰+ | MSK+5: زمان ایرکوتس     |
|  | یوتی‌سی ۱۰:۰۰+ | MSK+6: زمان یاکوتسک     |
|  | یوتی‌سی ۱۱:۰۰+ | MSK+7: زمان ولادی‌وستوک  |
|  | یوتی‌سی ۱۲:۰۰+ | MSK+8: زمان ماگادان     |

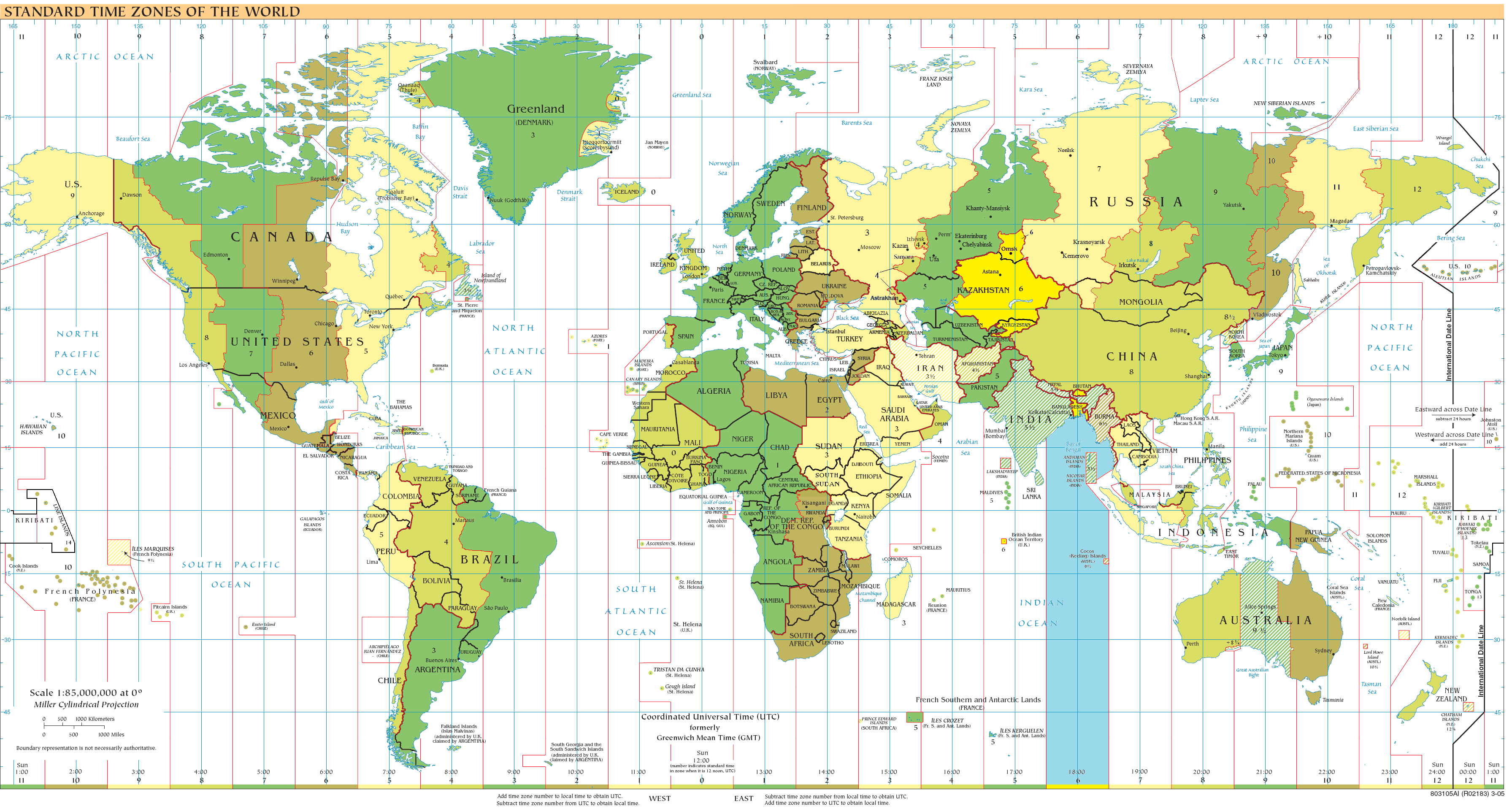
UTC+06 - 2010: آبی (دسامبر), نارنجی (ژوئن), زرد (تمام سال), آبی روشن - محدوده دریا

هم‌اکنون زمان‌بندی گرینویچ ۰۶:۰۰+ (به انگلیسی: UTC+06:00) برای اندازه گیری زمان کاربرد دارد.

## زمان استاندارد در تمام سال
- بنگلادش - در گذشته به عنوان زمان رسمی استفاده می‌شد و گرینویچ ۰۷:۰۰+ به عنوان زمان تابستانه
- پادشاهی بوتان
- قلمرو بریتانیا در اقیانوس هند (شامل مجمع‌الجزایر چاگوس و دیگو گارسیا)
- قزاقستان - بیشتر کشور (شامل آستانه (قزاقستان) و آلماآتی)
- قرقیزستان
- روسیه - زمان یکاترینبرگ - آسیا /یکاترینبرگ
  - باشقیرستان, استان چلیابینسک, استان کورگان, استان ارنبورگ, سرزمین پرم, استان سوردلوفسک, استان تیومن

## وقت تابستانی نیمکره شمالی
- پاکستان - آسیا/کراچی